# 形而上絵画

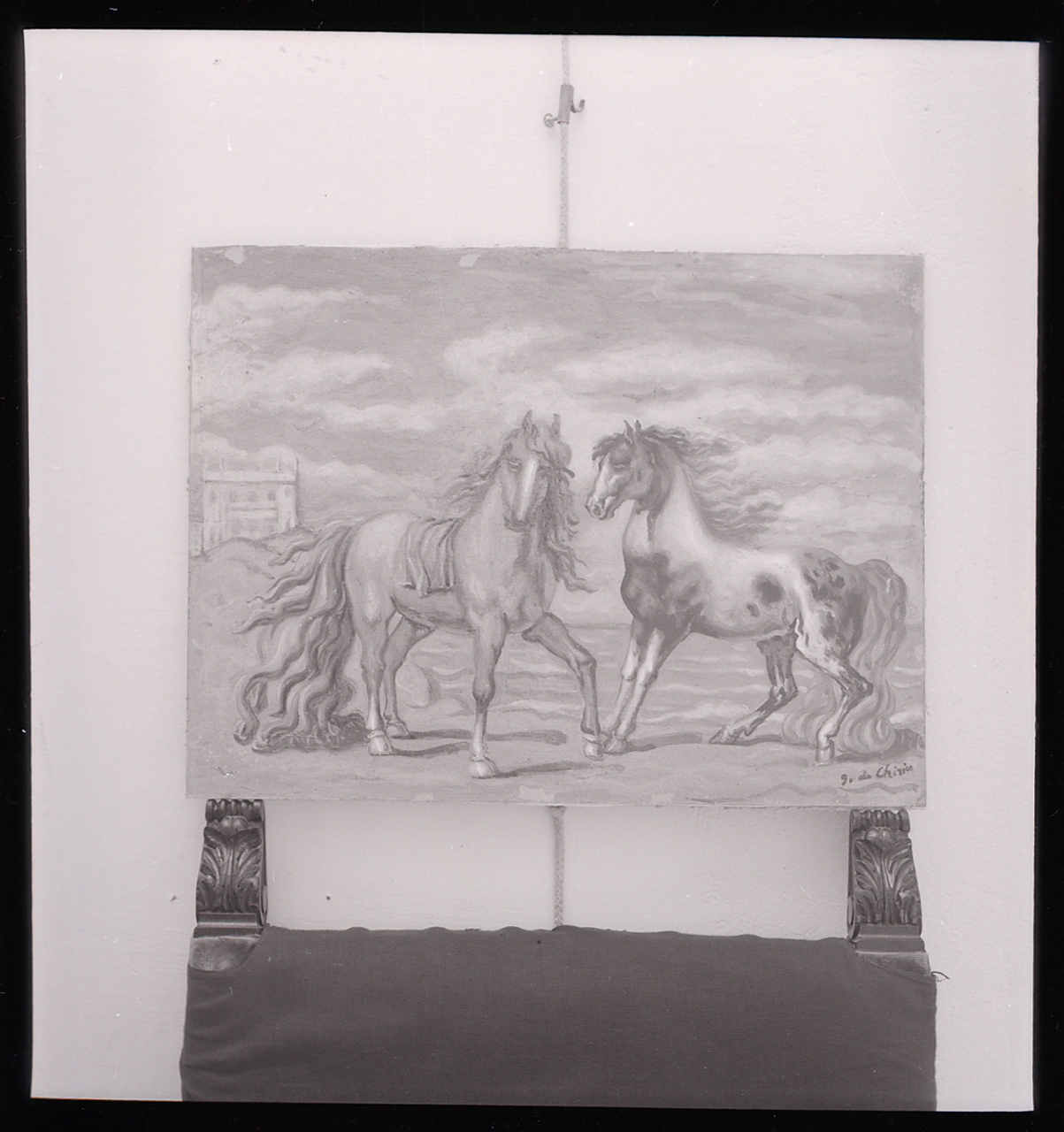
ジョルジョ・デ・キリコによる形而上絵画の一例（Paolo Monti撮影）

形而上絵画（けいじじょうかいが、英・Metaphysical painting, 伊: Pittura Metafisica）とは、20世紀初頭にジョルジョ・デ・キリコらによって提唱された、イタリア絵画の芸術動向および絵画様式。形而上派、メタフィジック絵画ともいい、シュルレアリスム絵画の先駆とされる。形而上絵画の兆候はデ・キリコが1909-1910年頃に制作した《神託の謎》《秋の午後の謎》にすでに見られるが、芸術動向としては1917年にフェッラーラにおけるデ・キリコとカルロ・カッラの出会いによって生まれ、翌年ジョルジョ・モランディが加わり、さらにデ・キリコの弟・アルベルト・サヴィニオやフィリッポ・デ・ピシスらが同調するが、1921年には解体した。他にマリオ・シローニがいる。
キリコの絵には遠くにいる人物と、洋裁師のマネキンを描いた絵があるが、これは時間と空間のずれの効果を狙ったものである。アルノルト・ベックリンやマックス・クリンガーの影響を受けたとされ、"実際には見ることができないもの（現象･景色）を描く絵画"と描写されている。アンドレ・ブルトンは、デ・キリコの形而上絵画作品を、それが引き起こす感覚ゆえに高く評価し、シュルレアリスムを創始するときの1つの源泉として位置付けた。また、マックス・エルンスト、ルネ・マグリット、イヴ・タンギー、ポール・デルヴォー、ピエール・ロワなどへ、強い影響を、場合によっては決定的な影響を与えている。
デ・キリコ、カッラ、モランディといった作家は、いずれも1910年代後半から1920年代にかけて形而上絵画から離れ、特にデ・キリコは（パブロ・ピカソのキュビスム時代の後のように）一転して古典的な画風の作品を描くようになり、ブルトンはこれに対して否定的な評価をしている。1920年代以降になると、デ・キリコは古典的な画風の作品とともに形而上絵画と呼べるような作品を多数制作するようになるが（特に1910年代の作品と全く同じ題材の作品を多く制作している）、ブルトンが高く評価しなかったこともあり、1910年代の形而上絵画作品のみが優れているという評価をされることも多い。
デ・キリコの典型的な作品に則して述べれば、形而上絵画の特徴としては、主としてイタリア広場を舞台にしつつ、下記のような特徴が挙げられる。これらの特徴の結果、作品を見る者は、静謐、郷愁、謎、幻惑、困惑、不安などを感じることが多い。
1. 画面の左右で、遠近法における焦点がずれている。
2. 人間がまったく描かれていないか、小さくしか描かれていない。
3. 彫刻、または、マネキンなどの特異な静物が描かれている。
4. 長い影が描かれている。作品によっては、画面内の時計が示している時刻と影の長さの辻褄が合わない。例えば、時計は、正午に比較的近い時刻を示しているのに、影がひどく長い、など。
5. 画面内に汽車が描かれており、煙を出しているので、走っていると思われるのに、煙はまっすぐ上に向かっている。

デ・キリコの作品で、形而上絵画の嚆矢としては、1910年頃に制作された下記の油彩画4作品が挙げられることが多い。なお、デ・キリコの形而上絵画作品は、1910年代だけで100点以上存在する。
- 神託の謎（Enigma of the Oracle/Enigme de l'oracle）
- 秋の午後の謎（Enigma of an Autumnal Afternoon/Enigme d'un apres-midi d'antomne）
- 時間の謎（Enigma of the Hour/Enigme de l'heure）
- 自画像（Self Portrait (Autoportrait)/Portrait de l'artiste par lui-même(Autoportrait)）